# Non aprite quel cancello
Non aprite quel cancello (The Gate) è un film del 1987 diretto da Tibor Takács.

## Trama
Glen torna a casa e la trova deserta. Tornato in cortile, si arrampica sulla sua casa sull'albero, al cui interno trova una lanterna e una bambola. Improvvisamente l'albero viene colpito da un fulmine e crolla. Glen viene poi svegliato dal rumore di uomini al lavoro e realizza così che si trattava tutto di un incubo. Attraverso la sua finestra, vede che degli operai hanno tagliato l'albero nel suo cortile. Tra la radici dell'albero il ragazzino trova un geode. Più tardi Glen e l'amico Terry si mettono a scavare nel punto dove sorgeva l'albero e rinvengono un geode enorme.
I genitori di Glen devono lasciare la città per alcuni giorni ed incaricano la figlia maggiore Al di badare al fratellino. Al decide di dare una festa quella sera invitando svariati amici. Al piano superiore, Terry e Glen rompono il geode. Dopo aver scoperto che il geode ha lasciato strane scritte sul blocco notes sul quale era stato posato, i due ragazzini iniziano a leggerle. Scesi al piano di sotto i ragazzini partecipano ad un gioco di levitazione. Tutti gli invitati sono scioccati quando vedono Glen levitare realmente.
Durante la notte iniziano ad avere luogo alcuni fenomeni inspiegabili: Glen vede qualcosa camminare dentro le pareti della sua stanza mentre Terry ha un'apparizione della madre defunta e crede di abbracciarla quando in realtà si ritrova ad abbracciare Angus, il cane defunto di Glen.
Il giorno dopo Terry, una volta rientrato a casa propria, si mette ad ascoltare musica rock e poi leggendo un libro di occultismo deduce che il buco nel cortile di Glen è un cancello per il regno di divinità malvagie. Corso a casa dell'amico lo informa di tutto e lo avvisa che, secondo il libro, mancherebbe un sacrificio effettuato sul buco in cortile per permettere al male di uscire fuori. Sfortunatamente nello stesso momento un amico di Al getta il corpo di Angus nel foro. Poco dopo Terry e Glen pronunciano delle formule prese dal libro per far chiudere il buco e quando si accorgono che esso è scomparso credono di essere riusciti nel loro intento.
Quella notte, uno sciame di falene manda in frantumi la finestra della camera di Glen, il quale terrorizzato va a chiamare la sorella. I due tornano in camera di Glen dove il cadavere fumante di Angus fa la sua comparsa nel letto dove dormiva Terry; inoltre alcune braccia demoniache cercano di tirare Al sotto il letto. Terry e Glen riescono a malapena a salvarla. I tre ragazzi, insieme alle amiche di Al che dormivano anch'esse in casa, cercano di fuggire dalla casa, ma all'esterno trovano due demoni travestiti dai genitori di Glen e Al. Dopo essere rientrati di corsa in casa, Al si offre volontaria per andare ad ispezionare il buco in giardino ma viene subito richiamata dagli altri quando questi vedono brulicare il giardino di piccoli demoni. Terry conduce tutti al piano seminterrato dove aveva lasciato il libro di occultismo, il quale prende fuoco appena preso in mano.
Glen, Terry e Al tentano poi di fermare le creature leggendo la Bibbia. Terry legge il Salmo 59 ed il buco in giardino sembra iniziare chiudersi; il ragazzino però poi mette un piede in fallo e cade nel buco, dove viene attaccato dai demoni. Al e Glen riescono a tirarlo fuori. Terry legge un passo della Genesi e poi getta la Bibbia nel buco causando così una forte esplosione che fa loro perdere conoscenza. Al loro risveglio il buco sembra essere sigillato e fanno ritorno in casa dove le due amiche di Al li stavano aspettando in preda al panico.
Più tardi, un muro di casa si rompe rivelando al suo interno il cadavere di un operaio edile. Prima che i ragazzi possano reagire, il cadavere trascina Terry dentro nel muro, che si sigilla dietro di lui. Al piano superiore, Al scorge il volto dell'operaio edile nel suo specchio. Glen irrompe nella stanza di Al nel preciso istante in cui l'operaio fa la sua comparsa uscendo dallo specchio. Al getta uno stereo contro di lui disintegrandolo in decine di piccoli demoni. Mentre Al li tiene chiusi in camera da letto, Glen corre al piano di sotto per prendere la pistola del padre. Fa però la sua comparsa una versione demoniaca di Terry, la quale morde la mano a Glen. Al corre di sotto ad aiutare il fratello e colpisce Terry agli occhi con una bambola facendolo fuggire. Avvistati dai piccoli demoni, Al e Glen si chiudono dentro l'armadio a muro ma l'operaio edile fa la sua comparsa dietro di loro e trascina via Al.
Glen si rende conto che Terry e Al rappresentano i due sacrifici umani necessari per aprire completamente il cancello. Glen capisce anche che il razzo che Al intendeva dargli per il suo compleanno è un simbolo di amore, luce e purezza nonché l'unica cosa che può fermare i demoni. Glen corre al piano di sopra appena poco prima che crolli il pavimento, rivelando una immensa voragine posta sotto la casa. Glen recupera il razzo e tenta di lanciarlo senza però riuscirci perché il forte vento gli spegne i fiammiferi necessari per dar fuoco alla miccia del razzo. Nel frattempo dalla voragine emerge un gigantesco demone che accarrezza Glen sulla testa, gli tocca la mano e poi ritorna nella voragine. Glen scopre che il tocco del demone ha posto un occhio nel palmo della sua mano. Glen trafigge l'occhio sulla mano, poi dolorante scende al piano di sotto con un lanciatore a batteria da usare per sparare il suo razzo. L'enorme demone fa nuovamente la sua comparsa uscendo dalla voragine e Glen gli spara contro il razzo facendolo esplodere. Le nubi scure che circondavano la casa iniziano subito a dissiparsi lasciando il posto ad un'alba radiosa.
Glen rientra a casa e dall'armadio a muro escono Angus, apparentemente riportato in vita, Terry ed Al, anch'essi illesi. Usciti all'aperto i ragazzi si preoccupano di come spiegare ai loro genitori quello che è successo alla loro casa.

## Incassi
Girato dal 31 marzo al 24 marzo 1986 con un budget di 2,5 milioni di dollari, il film ha incassato ai botteghini 13.539.458 dollari.

## Sequel
Nel 1990 il regista ha realizzato il sequel del film intitolato Non aprite quel cancello 2.

## Remake
Il 23 settembre 2009 venne annunciato che Alex Winter avrebbe voluto dirigere un remake in 3D del film sulla base di una sceneggiatura scritta da Kerric Macdonald. Le riprese sarebbero dovute iniziare alla fine del 2010 in Germania e Canada ed il film prodotto dalla H2O Motion Pictures. Le creature del film sarebbero dovute essere state disegnate da H.R. Giger. Tuttavia, ad oggi, le riprese non hanno ancora avuto inizio.

## Distribuzione
Il film uscì in patria il 15 maggio 1987, in Italia l'11 dicembre dello stesso anno con l'insolito divieto ai minori di 14 anni.
Quando uscì il seguito venne distribuito anch'esso da Cecchi Gori, che usò per le locandine ed i manifesti la stessa identica immagine del primo film, aggiungendo solo un "2" e cambiando la tag-line da "Le urla delle creature dell'inferno squarciano la terra" a "Le urla delle creature dell'inferno tornano a squarciare la terra...".
Uscì in VHS in tre edizioni, negli anni '90. 
Per la prima volta grazie alla Cecchi Gori home video, per la serie argento, e da ViviVideo per le ultime due, l'ultima è parte della collana PocketVideo.
Dall'11 febbraio 2003 è disponibile in DVD, edito da MTC e distribuito da Medusa Home Video.
Il 10 luglio 2007 esce una nuova edizione DVD del film edita da Digivision e distribuita da Sony Pictures H. E., con il formato video in 1.33:1.
La Pulp Video fa uscire questo titolo nel febbraio del 2015, in una nuova edizione dalla grafica rielaborata e ricca di contenuti speciali (seppur non sottotitolati).

## Curiosità
- Il titolo italiano del film è stato scelto per sfruttare il successo commerciale del film Non aprite quella porta.
- È il primo film interpretato da Stephen Dorff.
- I piccoli demoni sono stati interpretati da attori in tuta che sono stati fatti sembrare minuscoli grazie a riprese in una determinata prospettiva.
- Il "The Dark Book" che Terry mostra a Glen presenta il logo della band musicale canadese Sacrifice.
- Lo sceneggiatore Michael Nankin inserì nella sceneggiatura alcuni elementi presi dalla sua infanzia, come ad esempio il fatto che il suo migliore amico si chiamasse Terry.
- Lo sceneggiatore Michael Nankin voleva inizialmente essere lui a dirigere il film.
- Joshua John Miller venne inizialmente considerato per il ruolo di Glen.

## Colonna sonora
- No Pleasure - Eva Everything
- Everybody's Running - Vince Carlucci e Sandy MacFayden
- Love will find a way - Vince Carlucci
- Delusions of Grandeur - Terraced Garden
- Yes it's true - True Confessions
- Modern personality - True Confessions